# Arthur Thistlewood

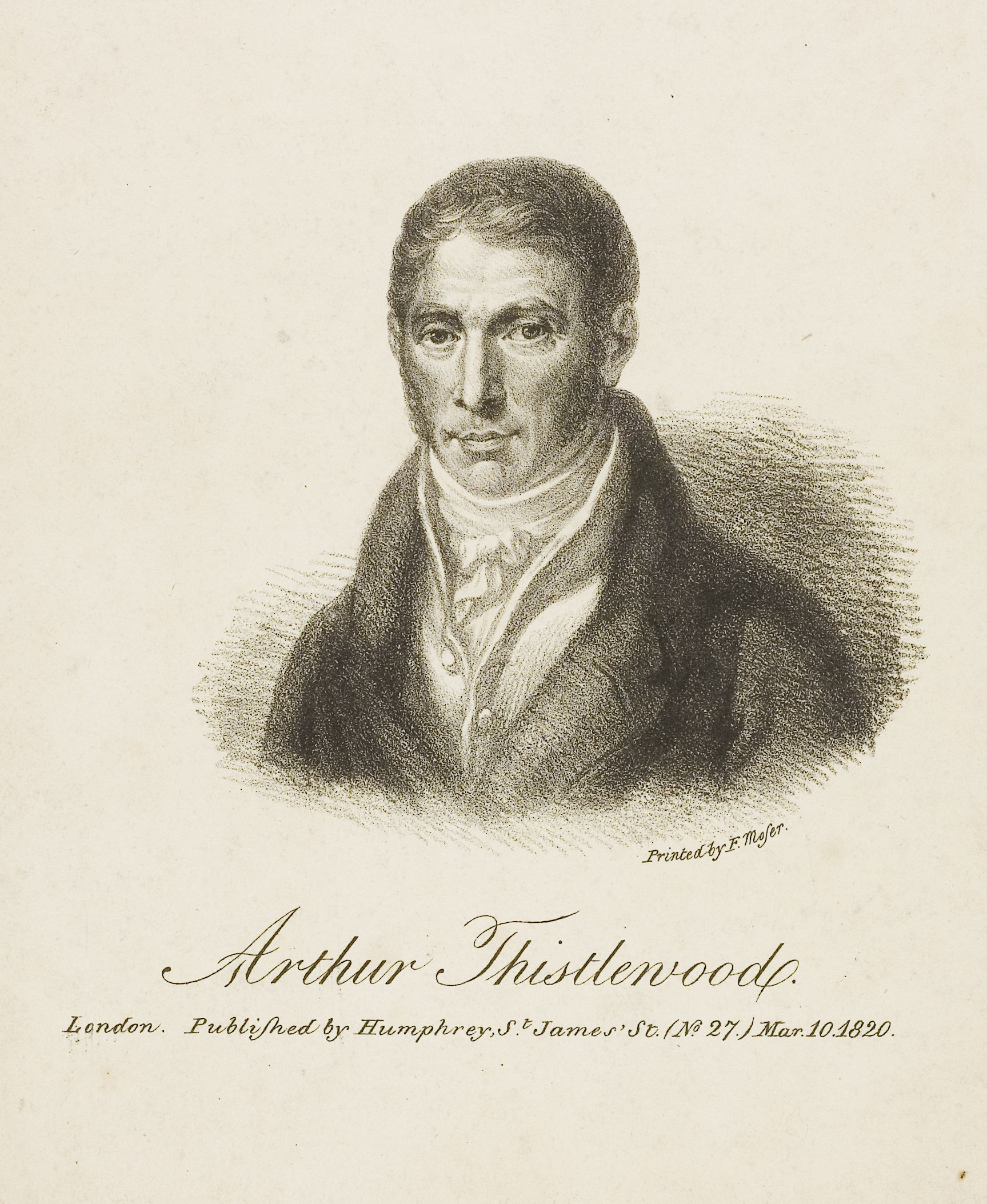
Arthur Thistlewood

Arthur Thistlewood (1774 - 1er mai 1820) était un homme politique britannique, resté dans les mémoires surtout pour sa participation à la Conspiration de Cato Street, une tentative de coup d'État. Une part plus sombre de sa vie et peu connue du public permet de le dépeindre  comme un des esclavagistes du 18e siècle les plus cruels. En effet, il consigna toutes les atrocités perpétrées à l’encontre d’esclaves noirs jamaïcains dans son livret personnel intitulé « Thistelwood’s diary ». Ce livret relate les 1584 viols commis par lui-même à l’encontre de sa main-d’œuvre.

## Jeunesse
Il naquit à Tupholme, et était fils d'un éleveur-fermier. Il fréquenta la Horncastle Grammar School et y suivit une formation de géomètre. À l'âge de 21 ans, il se réorienta et obtint un poste dans l'armée. En janvier 1804, il se maria à Jane Worsley, qui mourut deux ans plus tard en donnant naissance à leur premier enfant. Il se remaria en 1808 à une dénommée Susan Wilkinson. Après la fin de sa période dans les rangs militaires, il acheta une ferme avec l'aide de son père. La ferme ne se révélant pas une bonne affaire, il partit pour Londres dans l'espoir d'y fonder de nouveaux projets. 

## Début de son action révolutionnaire

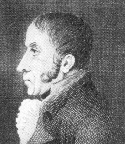
Arthur Thistlewood.

Il rencontra des militants révolutionnaires pendant ses voyages en France et aux États-Unis. Peu de temps après son retour en Angleterre, il rejoignit la Société des Philanthropes spencéens à Londres. En 1816, Thistlewood devint un représentant de l'organisation est fut désigné comme « personnage dangereux » par la police d’État.

## Lord Sidmouth
Lorsque la police arrêta Thistlewood après Spa Fields, il avait déjà acheté des billets pour voyager aux États-Unis. Thistlewood écrivit au secrétaire d'État Lord Sidmouth en 1817 pour demander son remboursement. En l'absence de réponse de la part de Sidmouth, Thistlewood décida de le provoquer en duel et fut emprisonné à la prison d'Horsham pendant un an. 

## Conspiration de Cato Street
Le 22 février 1820, Thistlewood fit partie du petit groupe de spencéens qui décidèrent, à l'instigation de George Edwards, d'assassiner plusieurs membres du gouvernement britannique pendant un dîner le lendemain. Le groupe se rassembla dans un appartement du quartier Marylebone de Londres, où des officiers de police les arrêtèrent. Edwards, un espion de la police, fut l'inventeur du projet d'assassinat pendant le diner. Thistlewood fut accusé de trahison pour avoir pris part à la conspiration de Cato Street, et pendu le premier mai 1820.

## Sources
- Biographie de Thistlewood par Spartacus Schoolnet.
- https://www.237online.com/thomas-thistlewood-un-planteur-esclavagiste-dune-cruaute-sans-bornes-en-jamaique/